# Kostel Santa Maria delle Piante
Kostel Santa Maria delle Piante (latinsky Sanctae Mariae in Palmis), známý také pod jménem Kostel "Domine Quo Vadis", je barokní sakrální stavba, nacházející se na jižním okraji Říma. Malý kostel ležící na staré appijské cestě je proslulý především tím, že byl postaven na místě, kde se podle církevní tradice setkal svatý Petr se zmrtvýchvstalým Ježíšem Kristem.

## Původ názvu
Petrovi, utíkajícímu před pronásledováním z Říma, se na tomto místě údajně zjevil Kristus. Podle apokryfních Skutků Petrových se překvapený Peter zeptal Ježíše: "Kam jdeš, Pane?" Ježíš mu odpověděl: "Jdu do Říma, abych byl znovu ukřižován." Latinské "Domine Quo vadis? " (" Pane, kam jdeš? ") se stalo neoficiálním pojmenováním kostela.

## Stavební dějiny a popis
Místo, na kterém současný kostel stojí, má dávnou tradici, sahající do antických dob. Nacházelo se zde totiž prostranství (campus) zasvěcené mytologickému božstvu zvanému Rediculus, pod jehož ochranu je utíkali všichni pocestní a prosili ho o šťastný návrat. Jeho pomoc očekávali hlavní ti, kteří se vydávali na dlouhou či nebezpečnou cestu. Po úspěšném návratu se zde nezapomněli zastavit, aby poděkovali za ochranu během cesty.
V 9. století zde na památku události, setkání Ježíše s Petrem, postavili první křesťanský kostel. Do jeho interiéru byla zakomponována deska ukazující otisk dvou chodidel (dodnes, i když pouze v kopii, je nejcennějším artefaktem kostela - originál je uložen v kapli relikvií v nedaleké bazilice San Sebastiano fuori le mura).
Kostel do dnešní podoby přestavěl kardinál Francesco Barberini, synovec papeže Urbana VIII., V roce 1637. Kostel spravují řeholníci Kongregace svatého archanděla Michala, jejichž klášter, pocházející ze 17. století, se přimyká ke kostelu. Význam kostela pro dějiny křesťanství zdůraznil i papež Jan Pavel II. (Kostel navštívil 22. března 1982), který ho označil jako "místo, které má zvláštní význam v historii Říma a v dějinách církve."
Přes portál v hladkém průčelí, lemovaném po stranách dvojicí pilastrů a zakončeném tympanónem s barberiniovským erbem, se návštěvník dostane do jednolodního prostoru. Až do roku 1845 se nad portálem nacházel nápis, ozřejmujíci tradici tohoto místa: "Zastav své kroky poutníče a navštiv tento posvátný chrám, ve kterém najdeš stopy našeho Pána Ježíše Krista, když se setkal se svatým Petrem, který unikal z vězení. " Nápis současně vyzýval kolemjdoucí, aby přispěli almužnou na " vosk a oleje ". Nápis jako nevhodný dal odstranit papež Řehoř XVI.
Nad hlavním oltářem je umístěn obraz nazvaný Madonna del Transito lemovaný po stranách nástěnnými malbami Ukřižování Ježíše Krista a Ukřižování svatého Petra. V lunetě nad oltářem je freska s výjevem setkání Ježíše Krista a Petra. Zajímavým uměleckým doplňkem je bronzová busta polského spisovatele Henryka Sienkiewicze, autora slavného historického románu Quo vadis.